# Nuta Berliner
Nuta Berliner (ur. 2 marca 1899 w Radzyminie, zm. 1945) – nauczyciel, rabin, wydawca książek żydowskich, działający w Łodzi.

## Biogram
Pochodził z rodziny rabinackiej.
W 1924 założył wydawnictwo „Jeszurun”, opracowujące i wydające książki dla religijnej młodzieży żydowskiej, w których przedstawiano bieżące problemy w kontekście nauk zawartych w Torze.
Jego inicjatywa utworzenia seminarium dla żydowskich nauczycieli ortodoksyjnych nie została zrealizowana, bo spotkała się z niechęcią Żydów widzących w tym przedsięwzięciu czyn sprzeczny z Halachą.
W 1929 z rekomendacji rabina Aleksandra Friedmana objął stanowisko dyrektora pierwszej szkoły dla kobiet. Wkrótce powstała cała sieć szkół nauczających na poziomie podstawowym ponad 100 000 kobiet.
Wydawał podręczniki dla nauczycieli. Wygłaszał odczyty o kształceniu w Seminarium Nauczycielskim w Krakowie.
W 1930 został dyrektorem szkoły „Bejt Jakow” w Łodzi. Całkowicie poświęcił się kształceniu kobiet i rozwijaniu ruchu „Bejt Jakow” w Polsce.
W 1937 mieszkał przy ul. Stefana Żeromskiego 25.
W getcie łódzkim mieszkał przy ul. Wróbla 5. Zimą 1940, gdy Niemcy zamknęli szkoły działające w getcie, stworzył w tzw. „ośrodkach pracy” specjalny program nauczania dzieci działający bez wiedzy i zgody Niemców.
Według Centrum Szymona Wiesenthala, został wywieziony z getta łódzkiego podczas jego likwidacji do Auschwitz-Birkenau w 1944, a stamtąd do innych obozów pracy. Na kilka tygodni przed wyzwoleniem zachorował i zmarł.